# 🍆

推特上的茄子表情符号。

🍆，Unicode名称为Aubergine，是一个以紫色茄子为特色的繪文字。它在脸书 、推特和Instagram等社交媒体网站上尤为常用。用户发现这个符号的外形形似阳具，以至于该符号在色情对话中用于委婉表达或作隐语使用。

## 开发和使用历史
茄子表情符号最初出现在软银移动和au by KDDI的专有表情符号集中。 当苹果公司在2007年发布初代iPhone时，有一个使用软银私人使用区方案进行编码，专门供日语用户使用的表情符号键盘。然而，在美国的iPhone用户发现下载日语应用程序可以访问表情符号键盘之后，将表情符号键盘可用地区扩展到日本以外的压力越来越大。

作为来自软银、au by KDDI和NTT DOCOMO表情符号集的一组字符的一部分，茄子表情符号在2010年列入Unicode6.0，名称为“Aubergine”。  2011年，苹果公司将表情符号键盘的可用地区扩大到全球。 表情符号的全球流行度随后在2010年代的上半叶激增。自2015年第一版表情符号（Emoji 1.0）发表以来，茄子表情符号已包含在Unicode表情符号技术标准 (UTS #51) 中。
|                           | 🍆              | 🍆          |
| ------------------------- | --------------- | ----------- |
| Unicode名称               | Aubergine       | Aubergine   |
| 编码                      |                 |             |
| Unicode                   | 25346           | U+1F346     |
| UTF-8                     | 240 159 141 134 | F0 9F 8D 86 |
| UTF-16                    | 55356 57158     | D83C DF46   |
| 字符值引用                | &#127814;       | &#x1F346;   |
| Shift JIS（au by KDDI）   | 243 144         | F3 90       |
| Shift JIS（软银3G）       | 249 234         | F9 EA       |
| 7-bit JIS（au by KDDI）   | 121 112         | 79 70       |
| 表情符号简码              | :eggplant:      | :eggplant:  |
| Google名称（Unicode之前） | EGGPLANT        | EGGPLANT    |
| CLDR文字描述符            | 茄子            | 茄子        |
| 谷歌替换字符串            | [ナス]          | [ナス]      |

## 符号在北美洲社交媒体上的受欢迎程度和文化影响
“茄子”表情符号通常用于在色情对话中暗指阴茎。这种用法在美加二国尤其普遍。与茄子表情符号在性环境中的常见用法一致， 表情圖標百科指出，该表情符号通常与桃子（🍑）配对，桃子通常用于代指臀部或女性生殖器。
该表情符号早在2011年就在Twitter上被用来代指阴茎。  到 2010 年代中期，在线杂志媒体报道了表情符号在性方面的使用改变了社会对茄子内涵的认知，并指茄子“从一种人畜无害的蔬菜沦为美国人最喜欢的器官的代指”。《Slate》作家阿曼达·赫斯表示“茄子符号已经在美国成为代表阴茎的主要蔬果。”凯瑟琳·林赛为《柯夢波丹》撰文称，“这种简单的、以前被忽视的蔬菜在几年内迅速爆红，这要归功于我们共同决定将其视为人类阴茎的普遍象征。”
2018年，Dictionary.com率先为该表情符号写入了代指内容的解释，尽管网站编辑部享有最终解释权。
茄子表情符号已被流行文化多次引用。2017年，Netflix赢得了发行《The Eggplant Emoji》的电影的竞购战。这部电影最终改名为《The Package》。2019年，化妆品零售商Lush在情人节销售类似于茄子表情符号的沐浴炸弹。次年，该公司扩大了以茄子和桃子为主题的产品线。

## 反響
早在2013年，在线媒体就评论过该表情符号与阴茎的相似之处，《Complex》将其列为“发送短信时最常用的十个表情符号”之一。
2015年4月， Instagram允许用户为表情符号添加标签。不久之后，该平台封禁标签“🍆”并禁搜任何有关“茄子”的引用。2019年晚些时候， 脸书和Instagram皆已禁用茄子或桃子表情符号以及“令人不堪的性陈述”。
2016年，茄子表情符号作为性暗示的广泛使用导致美国方言协会根据投票结果将其列为为2015年度“最值得关注的表情符号”。